# 御鹿

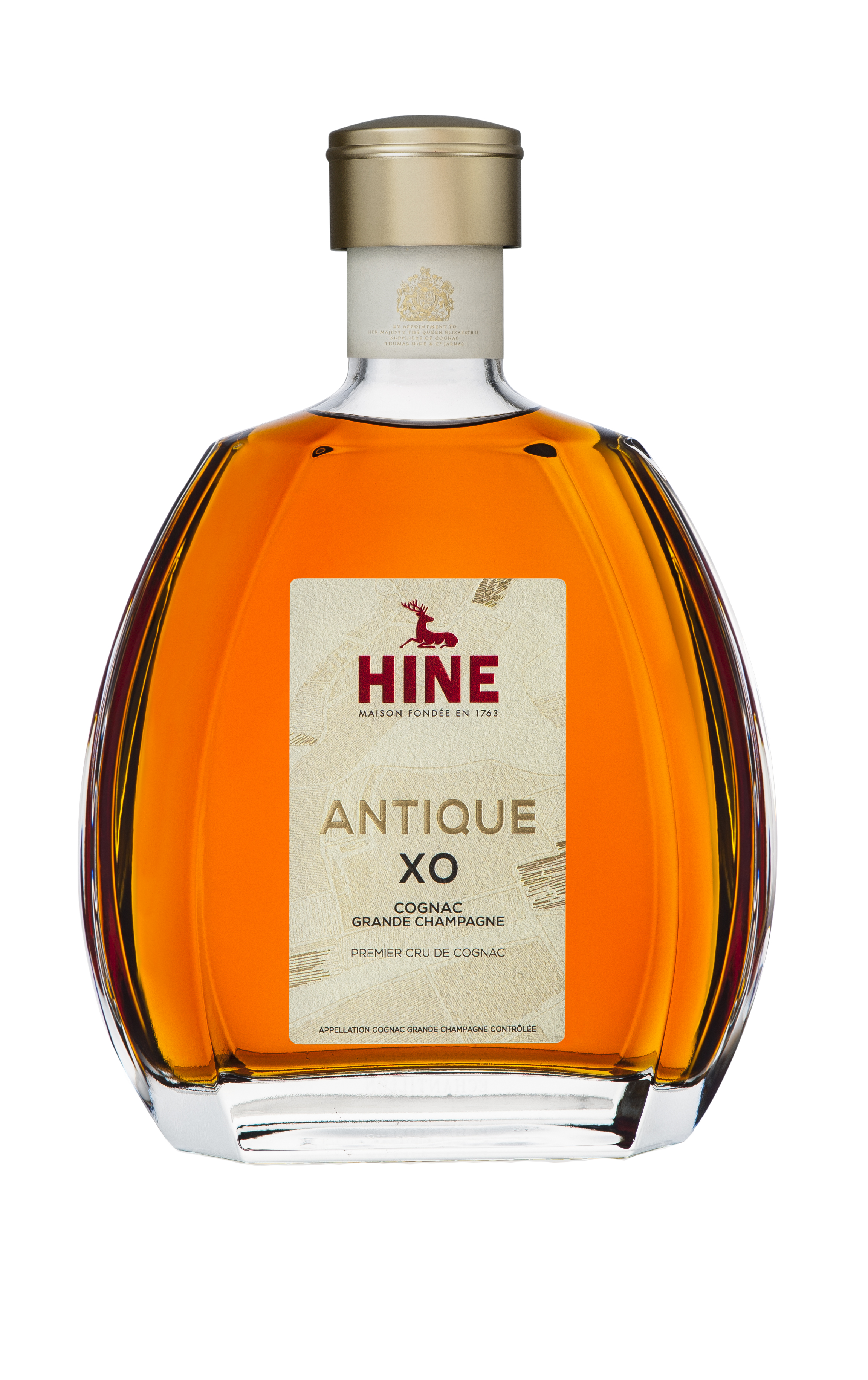
HINE ANTIQUE XO Grande Champagne Cognac, 1er Cru

御鹿干邑（Hine），法國知名干邑白蘭地品牌，1763年創立，其總部位於法國夏朗德省的雅爾奈克，因標誌為一頭棲息的雄鹿，故中文得名「御鹿」。御鹿干邑自1962年起，受英國女王伊莉莎白二世欽點為皇室獨家干邑供應商，御鹿是世界唯一享有此殊榮的干邑酒商。目前的台灣總代理為悅盛國際行銷。
始創於1763年的HINE御鹿干邑，一直專注於匠心工藝，精益求精，擁有在大香檳區（一級干邑產區）115公頃的葡萄園，只選用上好的白玉霓葡萄，採用帶細酒泥蒸餾工藝，挑選細緻紋理、輕度烘烤的法國橡木桶陳釀干邑，在酒窖調配精緻的生命之水，釀造出細膩優雅的干邑，頗受品味人士讚譽。
自1962年以來，御鹿成為英國女皇伊莉莎白二世指定的御用干邑，瓶身擁有皇家烙印徽章。此外，HINE御鹿還延續著英、法兩地熟化干邑的古老傳統，將一些珍貴的干邑運往英國陳釀。作為獨立且為家族擁有的酒莊的御鹿，有著一個僅40人的精幹團隊，只專注釀造VSOP等級以上的干邑。滴滴精華，產量少但盡善盡美，每一支御鹿干邑都凝聚著酒莊兩個多世紀的卓越匠心工藝。
HINE御鹿酒莊是少數位於法國干邑大香檳區的一級莊園，蒸餾來自大、小香檳區的干邑原酒，而永續的葡萄園栽培更是致力於卓越的基石，因為優質的干邑白蘭地首先需要的是高品質葡萄。Hine在一級干邑產區大香檳區擁有115公頃的葡萄園。御鹿的葡萄園均獲得干邑環境Certification Environnementale Cognac 及 高環保價值HVE（Haute Valeur Environnementale）的雙重肯定及認證，實踐高品質的干邑及對地球環境保護的責任。如今，Hine正積極參與其葡萄園植物遺產的保護工作，採用混合選擇法（massal selection）技術，以保護葡萄園的基因多樣性。
HINE御鹿干邑的風格和品牌標誌深植人心，強調葡萄品種的重要性，品牌深信一款優質的干邑需要出色的葡萄作為基礎，並採用帶酒泥的蒸餾法。這些因素相輔相成，創造了HINE御鹿的獨特風格，讓干邑愛好者能夠發現單一收穫的微妙之處、陳年方式的風格或是優秀葡萄園的獨特性，更好地欣賞HINE御鹿不盡相同的魅力。
台灣總代理是悅盛國際
董事長為陳志豪

## 歷史
御鹿家族的干邑之旅始於18世紀。
來自英國多賽特郡的年輕商人托馬斯‧海因，於1791年來到法國干邑東部的小鎮雅爾奈克，學習他父親至愛的干邑白蘭地。1796年，22歲的托瑪斯與當地一名干邑批發商的女兒弗朗索瓦‧伊麗莎白結婚。1817年，托馬斯繼承這座創立於18世紀的干邑公司，並將之正式命名為「Thomas Hine & Co.」。
御鹿干邑承襲英國歷史與文化，自十九世紀開始，貿易便頻繁往來於法國與英國之間，在法國完成釀造與蒸餾手續後，御鹿將部分干邑放進橡木桶中運送往英國，並於英國酒窖中陳放，至今御鹿干邑是世界少數仍保持「先抵達（Early Landed）」年份干邑傳統的公司。

## 外部連結
- 官方網站 （页面存档备份，存于）